# Кокандский уезд
Кокандский уезд — административно-территориальная единица Ферганской области Туркестанского генерал-губернаторства. Административный центр — г. Коканд.

## История
Уезд был образован в 1876 году после присоединении к Российской империи Кокандского ханства и создания Ферганской области.

## География
Кокандский уезд занимал западную часть Ферганской области и граничил на западе с Ходжентским уездом, на севере с Наманганским уездом, на востоке с Маргеланским уездом и на юге с Самаркандским уездом.
Географически уезд был разделён на две части: южную возвышенную и северную низменную. Южная, большая часть, включала в себя северные отроги и предгорья Алайского хребта. Северная включала в себя юго-западную часть Ферганской долины.

## Административное деление
В 1882 году в составе Кокандского уезда было 23 волостей. В административное деления уезда входили следующие волости:
| - Риштанская - Сохская, - Бешарикская, - Яйпанская, - Исфаринская, - Канибадамская, - Кенагаская, - Кайнарская, - Кудашская, - Чирчик-Жидииская, - Жанжалская, - Кипчакская, | - Каракалпаксухская, - Задианская, - Янгикурганская, - Ултарминская, - Бавайдинская, - Найманская, - Нагуткипчакская, - Лайлакская, - Махрамская - Араванская, - Ганжираванская. |

## Население
В 1893 году в уезде проживало 246880 человек. Население состояло из сартов тюрков и таджиков, киргизов, узбеков. Количество русских по данным 1883 года не превышало 360 человек.

## Экономика
Основным занятием населения уезда было земледелие и скотоводство. В более низких, теплых и сухих частях уезда земледелие велось при искусственном орошении. Основными возделываемыми культурами являлись пшеница, ячмень, рис, просо, дурра, бобовые растения и хлопчатник. Из фруктовых деревьев были распространены груши, вишни, сливы, абрикос, персик, виноград и в особенности тутовое дерево, использовавшееся для шелководства. Большое значение имели посевы дынь, арбузов и огурцов.
Киргизы, занимавшиеся преимущественно скотоводством, перекочёвывали на лето на горные пастбища на Заалайский хребет.
Промышленность была в основном мелкая, кустарная: выделывались войлоки, ковры, посуда, обувь, упряжь и пр. Более крупные промышленность и торговля имелись лишь в Коканде. В 1887 году в уезде насчитывалось 1733 фабрики и завода (маслобойни, шелкомотальни, хлопкоочистительные заводы и проч.) с объёмом производства до 520 тысяч рублей. К началу XX века сумма производства возросла, главным образом за счет открывшихся хлопкоочистительных заводов.